# Boleslav I. Mazovský
Boleslav I. Mazovský (polsky Boleslaw I Mazowiecki/ Sandomierski, 1210? – 17. dubna 1248) byl kníže z rodu Piastovců. V letech 1229–1232 kníže sandoměřský. Od roku 1233 byl kníže severního Mazovska, od roku 1247 vládl v celém Mazovsku.

## Mládí
Narodil se jako nejstarší syn Konráda I. Mazovského a jeho manželky Agafie Rurikovny. Už od dětství byl součástí politických projektů svého otce. Po atentátu na Boleslavova strýce Leška I. Bílého roku 1227 doprovázel svého otce do Malopolska na jednání o dědictví s Leškovou vdovou, Grzymislavou Kyjevskou. V letech 1227 – 1229 pak Boleslav vládl v pevnosti Dobřiň u řeky Visly. Roku 1229 se Konrádovi podařilo získat od Grzymisławy část Sandoměřska, kterou přenechal Boleslavovi. Dobřiň poté připadla mladšímu bratrovi Zemovítovi. V roce 1231 byl spolu s otcem a bratry v rozkolu s Řádem německých rytířů z Chelmnu.

## Ztráta Sandoměřska
V témže roce po smrti Vladislava III. podporoval svého otce v dobytí Krakova. Rychlý a nečekaný útok Jindřicha Bradatého a Prusů na Mazovsko a Sandoměřsko nejenže překazil plány na dobytí Krakova, ale znamenalo to i ztrátu Sandoměřska. Jako kompenzaci obdržel roku 1233 Boleslav od otce část Mazovska, Sieradz. Kontrolu nad vojenskými záležitostmi a zahraniční politikou si však Konrád držel i nadále. V roce 1234 dostal Boleslav výměnou za oblasti Sieradz severní Mazovsko. Druhý bratr Kazimír obdržel Kujavsko. Toto rozdělení mělo být pouze dočasné a po Konrádově smrti mělo být spravedlivě rozděleno mezi všechny tři Konrádovi syny (Boleslava, Kazimíra a Zemovíta). Také v tomto případě přenechal synům kontrolu pouze nad domácí politikou, zahraniční věci řešil sám.

## Smrt Konráda Mazovského
V následujících letech se Boleslav zapojil do politiky části Pruska a Ruska. V roce 1238 se také zúčastnil války proti knížeti Danielu Haličskému a litevskému vládci Mendogovi. Po smrti svého tchána Jindřicha II. Pobožného v bitvě u Lehnice roku 1241 Boleslav opět podpořil svého otce v boji o Krakov, kde Konrád do roku 1243 vládl. Dne 31. srpna 1247 Konrád zemřel a Boleslavovi se otevřely nové obzory. V otcově závěti získal většinu Mazovska, a proto čelil útoku svého bratra Kazimíra, který s nerovnoměrným rozdělením území nesouhlasil a zmocnil se území Sieradze a Lenčicka, která měla připadnout Zemovítovi. Už na jaře příštího roku Boleslav nečekaně zemřel. Všechna svá území odkázal nejmladšímu bratrovi Zemovítu Mazovskému.

## Rodina
Boleslav I. Mazovský byl dvakrát ženatý. Poprvé v roce 1234 s Gertrudou Vratislavskou (1218/20 – 1244/47), dcerou Jindřicha II. Pobožného. Podruhé kolem roku 1248 s Anastázií z Belzy. Obě manželství zůstala bezdětná.